# McKenney
McKenney és una població dels Estats Units a l'estat de Virgínia. Segons el cens del 2000 tenia 441 habitants.

## Demografia
Segons el cens del 2000, McKenney tenia 441 habitants, 167 habitatges, i 105 famílies. La densitat de població era de 179,2 habitants per km².
Dels 167 habitatges en un 26,3% hi vivien nens de menys de 18 anys, en un 44,9% hi vivien parelles casades, en un 15,6% dones solteres, i en un 37,1% no eren unitats familiars. En el 32,3% dels habitatges hi vivien persones soles el 15,6% de les quals corresponia a persones de 65 anys o més que vivien soles. El nombre mitjà de persones vivint en cada habitatge era de 2,43 i el nombre mitjà de persones que vivien en cada família era de 3,11.
Per edats la població es repartia de la següent manera: un 20,6% tenia menys de 18 anys, un 7,5% entre 18 i 24, un 27,2% entre 25 i 44, un 25,9% de 45 a 60 i un 18,8% 65 anys o més.
L'edat mediana era de 42 anys. Per cada 100 dones de 18 o més anys hi havia 88,2 homes.
La renda mediana per habitatge era de 34.583 $ i la renda mediana per família de 45.625 $. Els homes tenien una renda mediana de 32.500 $ mentre que les dones 21.250 $. La renda per capita de la població era de 19.005 $. Entorn del 4% de les famílies i el 10,3% de la població estaven per davall del llindar de pobresa.

## Poblacions més properes
El següent diagrama mostra les poblacions més properes.